# Tierpdräkt

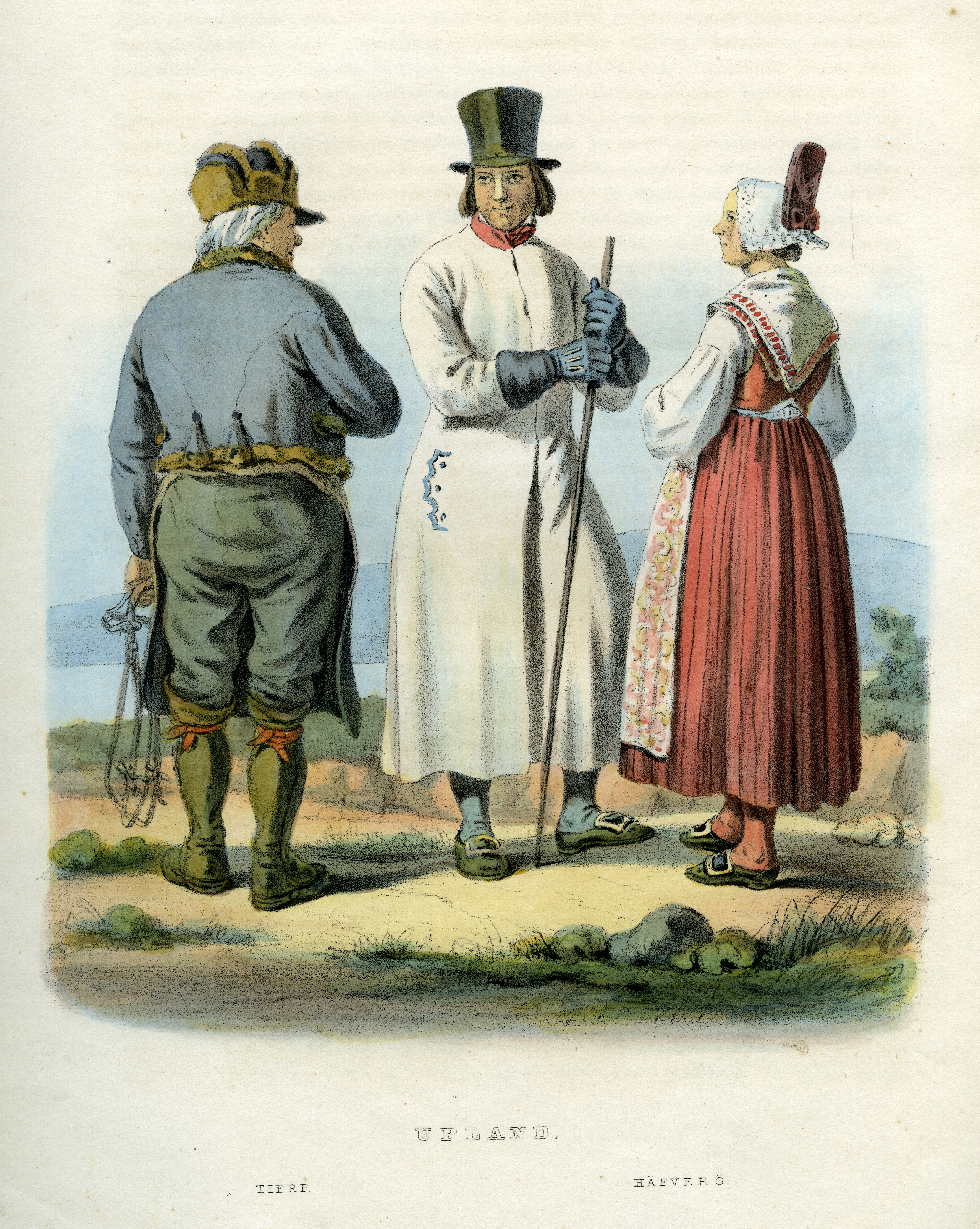
En kolbonde tv i bild som bär dräkt från Tierp.

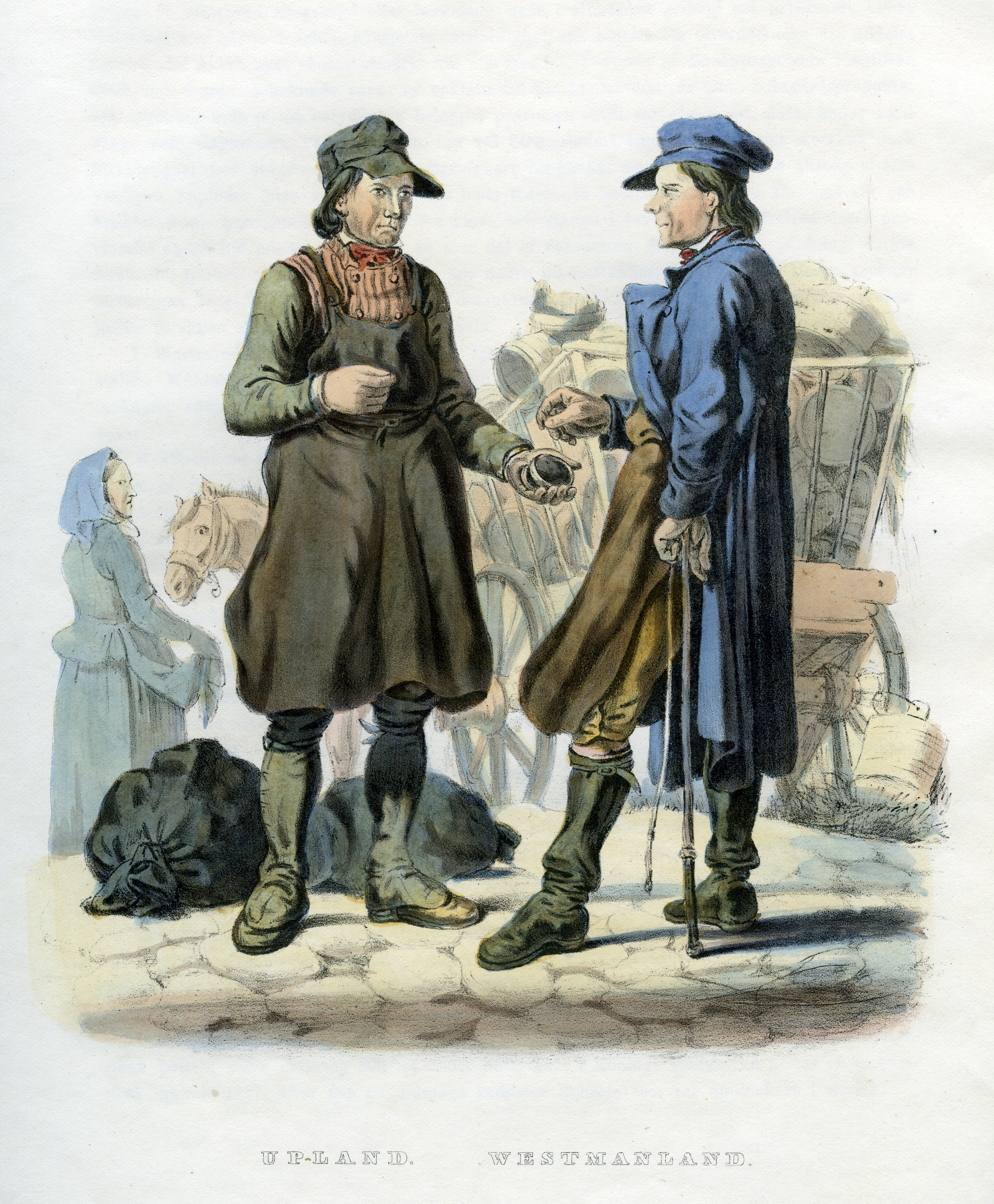
Bondgård i yttre Tierps socken.

Tierpdräkten är en folkdräkt från Tierp socken i Uppland.
I Tierp bars ännu år 1863 en dräkt, som då var en av tre Upplandsdräkter fortfarande i bruk. Tierp är en av tre socknar, den andra Häverö socken och den tredje Sko socken, inom Uppland som "blifvit bemärkta för en karateristisk follkdräkt". Hos Nordiska museet finns det en odaterat akvarell av M Gyllenskiöld av en man från Tierps socken iklädd folkdräkt.

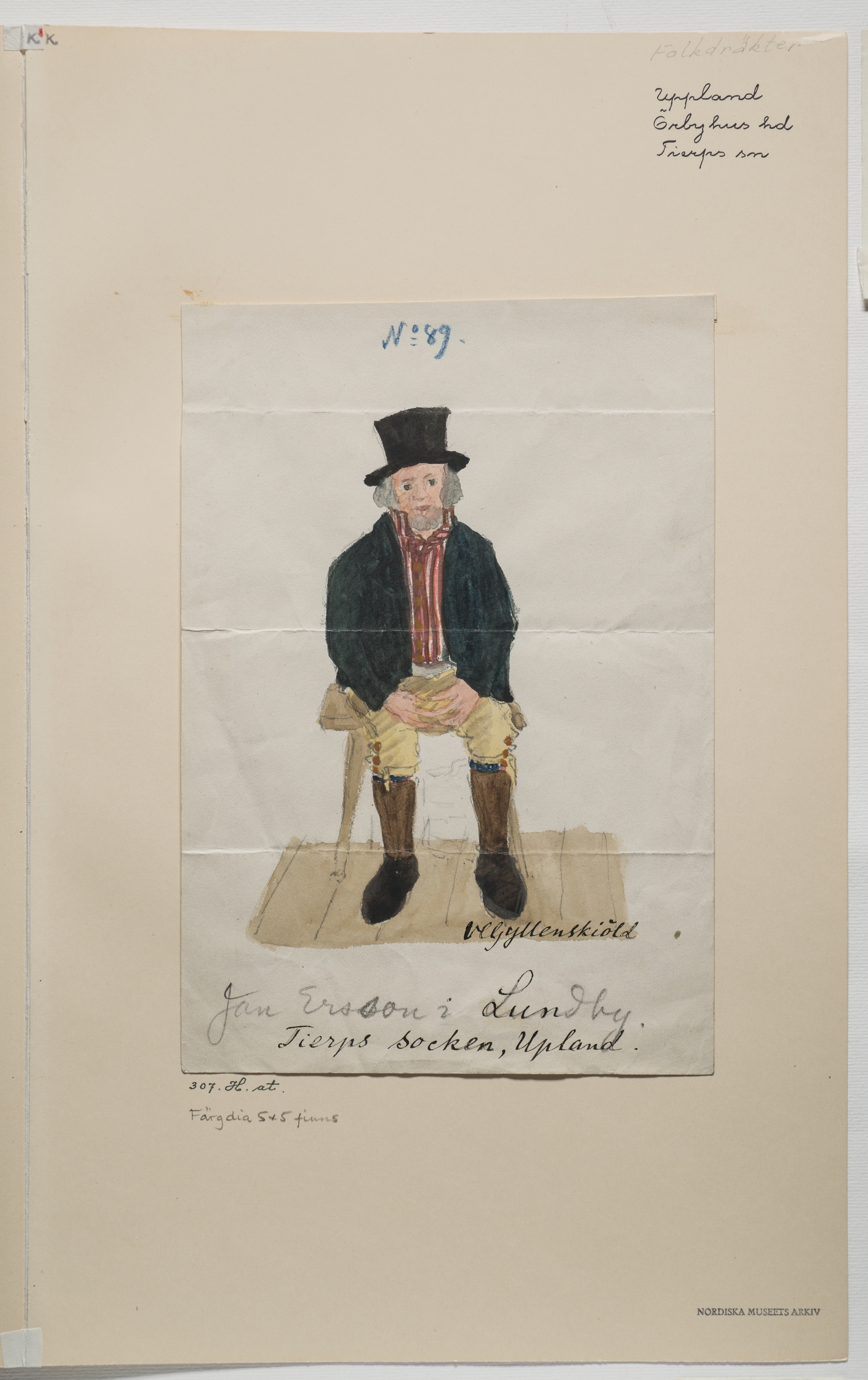
Man iklädd folkdräkt med svart jacka, hatt, röd väst, beiga knäbyxor, blå strumpor och bruna höga stövlar. Akvarell av Gyllenskiöld av Jan Ersson i Lundby, Tierps socken.